# Hovjude

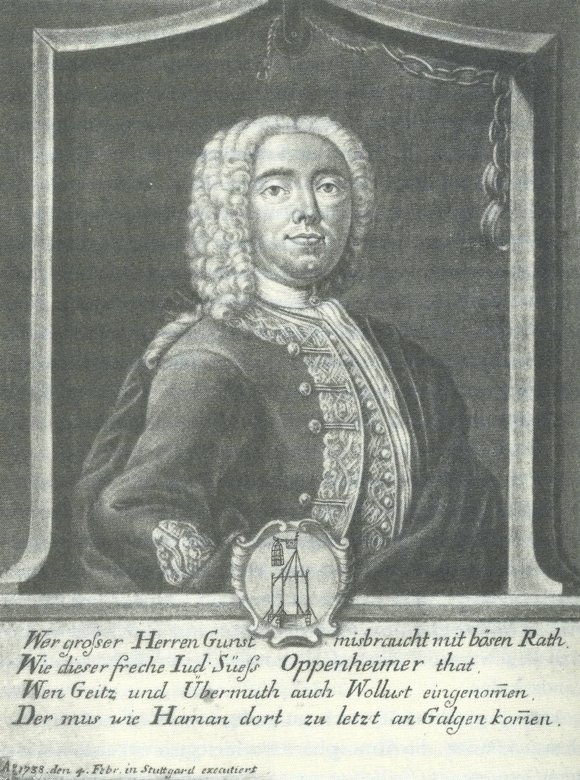
Joseph Süß Oppenheimer

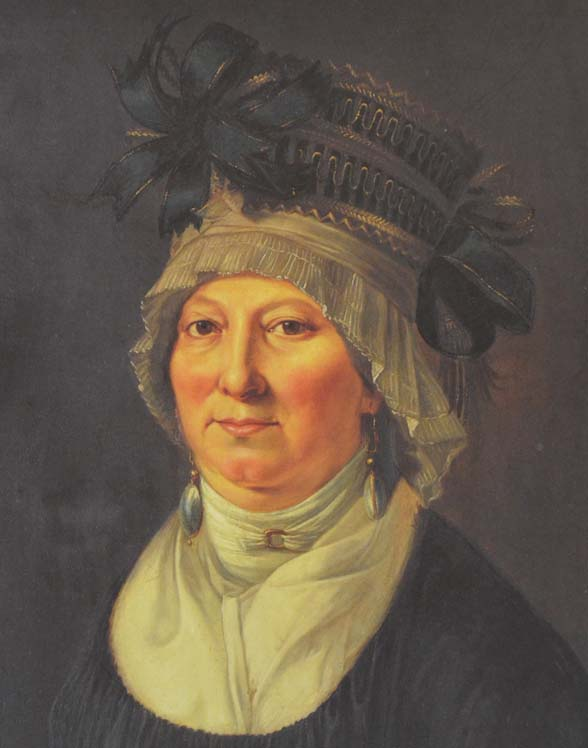
Karoline Kaulla

Hovjude, från tyska Hofjude, Hoffaktor, är en historisk term för judiska bankirer och affärsmän som lånade ut pengar och hade hand om finanserna i kristna kungahus i Europa under medeltiden fram till cirka 1800.

## Verksamhet
Exempel på vad som senare kom att kallas hovjudar uppstod under renässansen, när lokala härskare använde judiska bankirers tjänster till korttidslån. De lånade ut pengar till kungahusen och fick därigenom ökat inflytande.
Kungar och furstar drog nytta av dem som finansiärer, hovleverantörer, diplomater och handelsdelegater. Hovjudar kunde använda sina kontakter till att förse sina sponsorer med bland annat mat, vapen, ammunition och dyrbara metaller. Ett exempel på detta var de förmögna judar som vann Karl XII:s stöd genom att utlåna denne sina tjänster.
Som tack för sina tjänster fick hovjudar privilegier, ibland även titlar, och kunde leva utanför de judiska gettona. En del kungar ville behålla sina bankirer i sina egna kungahus och då de stod under kungligt beskydd kunde de undantas från rabbinernas domsrätt.  
En del hovjudar, till skillnad från de flesta andra judar, blev väldigt rika och fick politiskt och socialt inflytande. Ibland var de också prominenta personer i den judiska församlingen och kunde använda sitt inflytande till att skydda och påverka sina trosbröder. Ibland var de de enda judarna som kunde påverka samhället och lämna petitioner från judarna till härskaren. 
Men hovjuden hade kontakter och inflytande i det kristna samhället främst genom sin kunglige beskyddare. På grund av den prekära sociala positionen som judarna hade kunde en del kungar bara strunta i att betala tillbaka sina skulder. Om kungen dog kunde hans judiske finansiär tvingas i exil eller bli avrättad. Många skulder betalades inte heller tillbaka på grund av pogromer där den judiske finansiären försvann. 

## Kända hovjudar
- Karoline Kaulla, hovjude i Württemberg
- Sprinze Helfft Levy, hovjude i Berlin
- Joseph Süß Oppenheimer, hovjude i Württemberg, porträtterad i romaner och filmer som Jud Süß
- Mayer Amschel Rothschild, hovjude i Hessen-Kassel